# Moskau Kursker Bahnhof

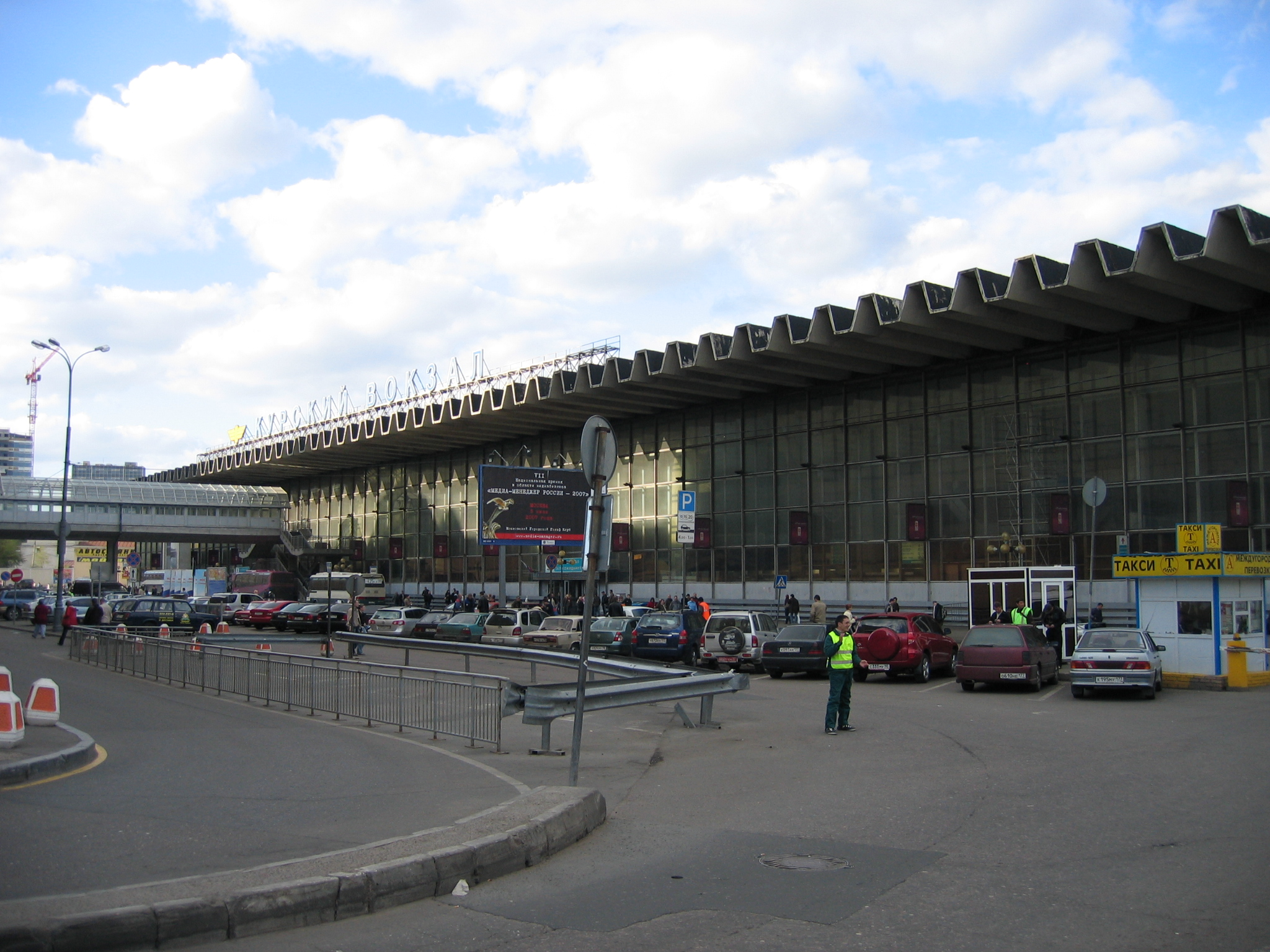
Das Hauptgebäude aus den 1970er-Jahren

Der Kursker Bahnhof (russisch Курский вокзал / Kurski woksal), bis 1935 Kursker–Nischni Nowgoroder Bahnhof (russisch Курско-Нижегородский вокзал / Kursko–Nischni Nowgoroder woksal) ist einer der größten Fernbahnhöfe in der russischen Hauptstadt Moskau. Er wurde in seiner jetzigen Form im Jahre 1896 eröffnet.

## Allgemeines
Der Bahnhof befindet sich im Osten der Moskauer Innenstadt am Gartenring. Eine Besonderheit des Bahnhofs ist, dass er Startpunkt von gleich zwei Hauptbahnstrecken ist, nämlich der nach Südrussland und in die Ukraine sowie einer Teilstrecke der Transsib über Nischni Nowgorod und Perm. Daher starten von hier aus Züge sowohl in Richtung Süden, wie z. B. nach Baku, auf die Krim, in den Osten der Ukraine, nach Kursk, Wolgograd und in den russischen Kaukasus, als auch in die Wolga-Gebiete. Außerdem bestehen vom Kursker Bahnhof aus Verbindungen mit Nahverkehrszügen (sogenannten Elektritschki) in viele Städte der Oblast Moskau (darunter beispielsweise Schelesnodoroschny, Serpuchow, Tschechow, Orechowo-Sujewo, Balaschicha) sowie in die Gebietshauptstädte Tula und Wladimir.
Der Kursker Bahnhof ist an das Moskauer Metronetz mit drei Linien angebunden: Die Station Kurskaja der Arbatsko-Pokrowskaja- und die gleichnamige Station der Kolzewaja-Linie sowie die Station Tschkalowskaja der Ljublinskaja-Linie befinden sich unter dem Bahnhof und verfügen über Ausgänge in unmittelbarer Nähe der Bahnsteige und der Abfertigungshallen.

## Geschichte

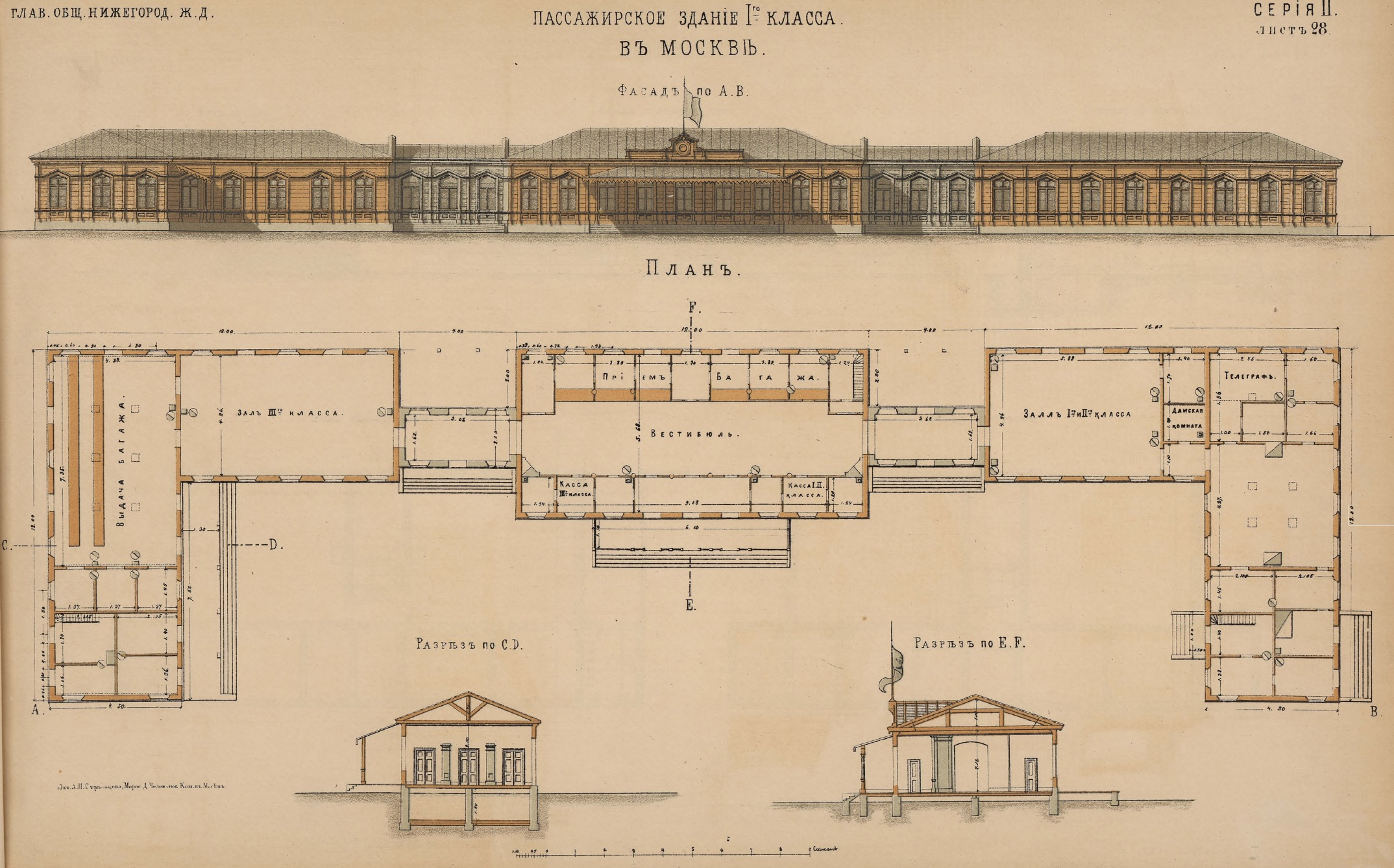
Nischni Nowgoroder Bahnhof

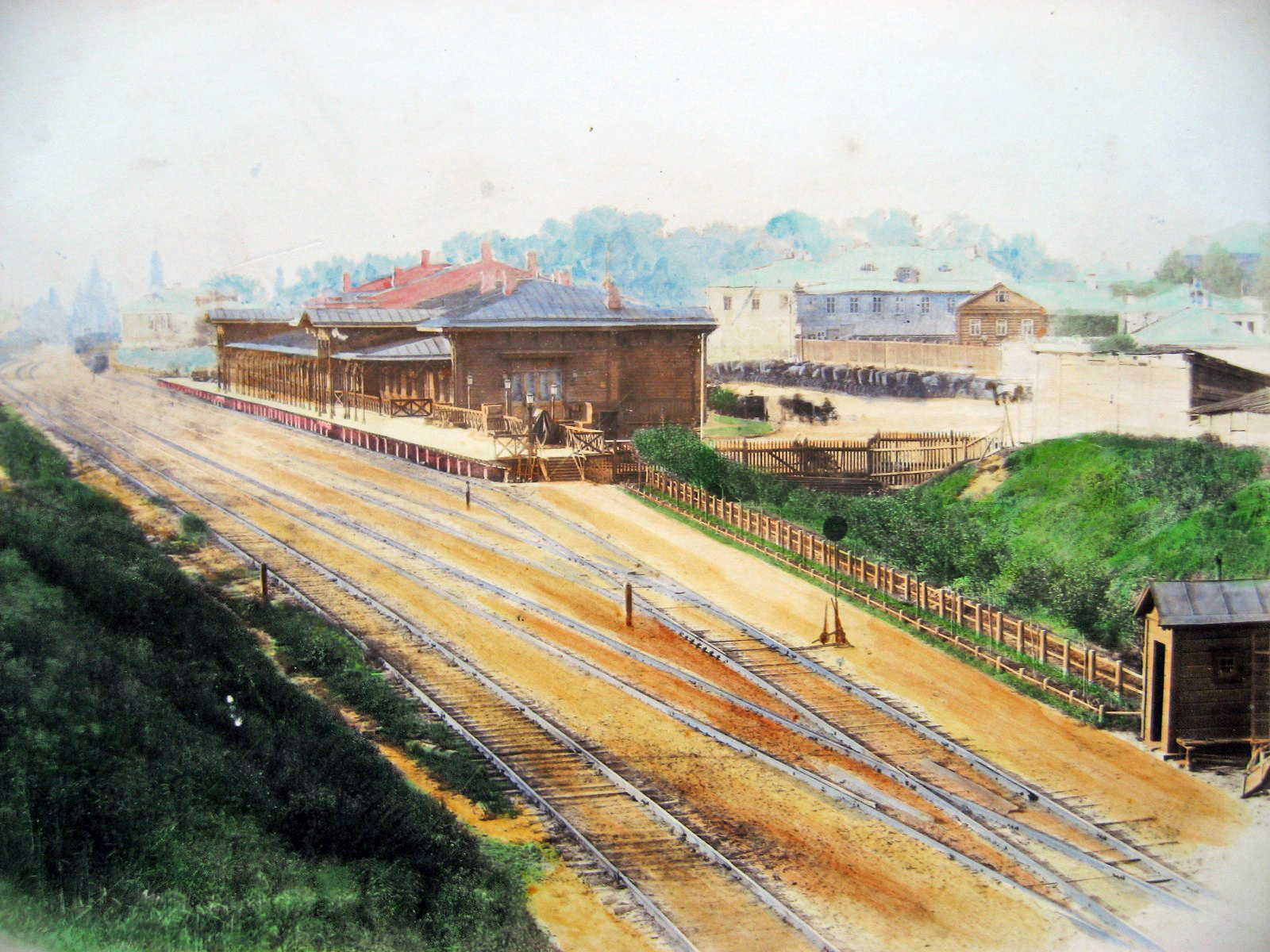
Kursker Bahnhof 1885

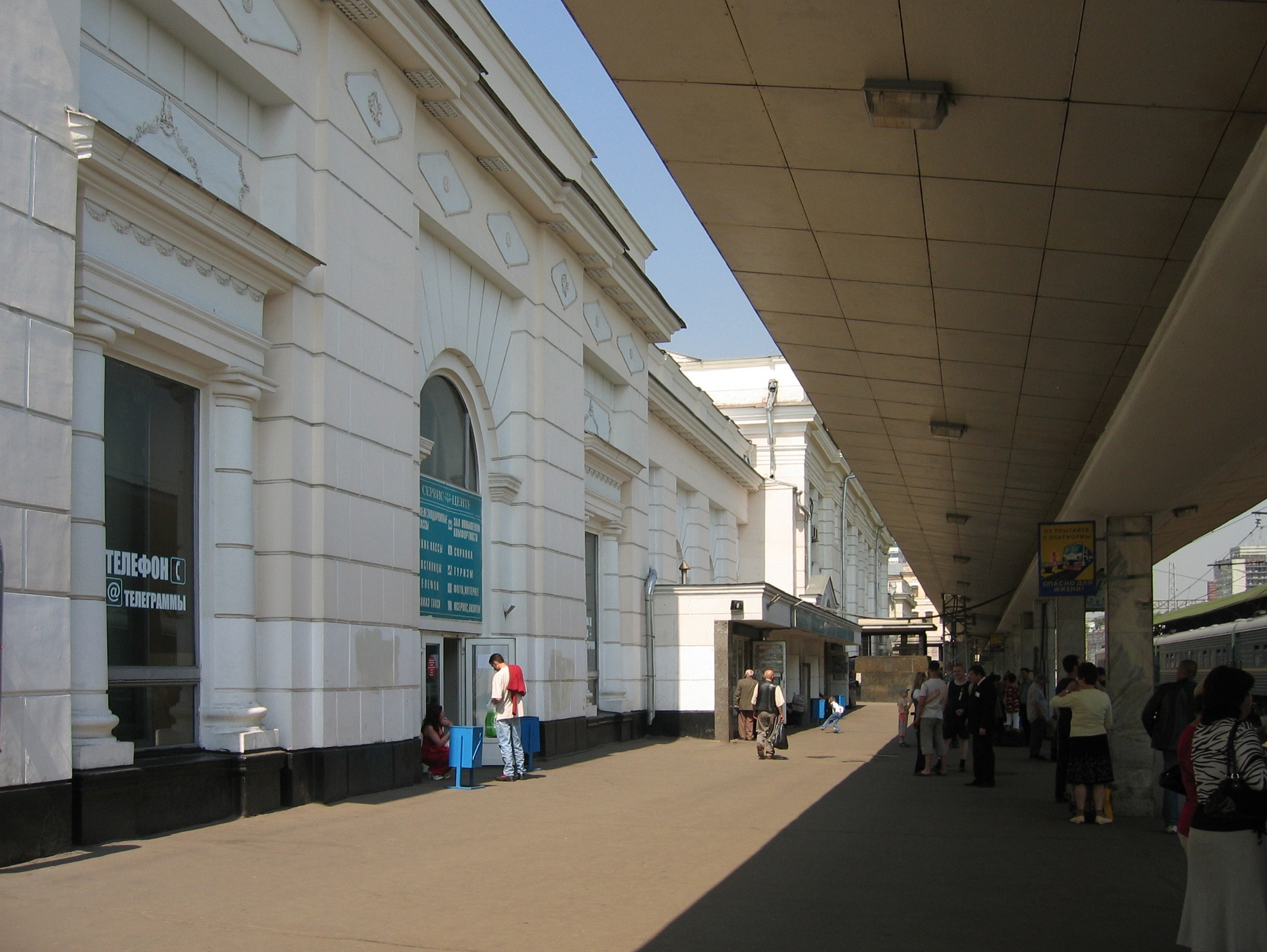
Ein Bahnsteig und das alte Empfangsgebäude des Bahnhofs

Ausgangspunkt der Eisenbahn nach Nischni Nowgorod war der 1861 eröffnete Nischni Nowgoroder Bahnhof (Нижегородский вокзал). Er war nach dem Petersburger Bahnhof (Петербургского вокзал), dem heutigen Leningrader Bahnhof, erst der zweite Bahnhof in Moskau. Im Gegensatz zum Bahnhof der Strecke nach Sankt Petersburg war das Empfangsgebäude des Nischni Nowgoroder Bahnhofs aber lediglich ein provisorischer Holzbau, der zweieinhalb Kilometer südöstlich des heutigen Standorts an der Nischnigorodner Straße (Нижегородская улица) lag ⊙. Dies war auch der Bahnhof, wo Tolstoi seine Romanfigur Anna Karenina ankommen ließ, bevor sie Selbstmord beging.
Für die Moskau-Kursk-Eisenbahn, deren ersten Streckenabschnitt bis Serpuchow 1866 eröffnet wurde, entstand der erste Kursker Bahnhof. Er bestand ebenfalls lediglich aus einem provisorischen Empfangsgebäude aus Holz und lag einige Hundert Meter entfernt vom heutigen Standort. Da die Betreibergesellschaft sich jahrelang mit der Stadtverwaltung nicht über einen neuen Standort für den Bahnhof einigen konnte – der alte Standort kam aufgrund der relativ ungünstigen Lage langfristig nicht in Betracht – dauerte es aber noch rund 30 Jahre, bis ein neuer Bahnhof errichtet werden konnte.
Erst nachdem der russische Staat die nach dem Bau privatisierte Moskau-Kursk-Eisenbahn 1893 verstaatlichte und die Eisenbahn nach Nischni Nowgorod 1894 zurückkaufte und zusammen mit der Murombahn in die Eisenbahnen Moskau-Kursk, Nischni Nowgorod und Murom (Московско-Курская, Нижегородская и Муромская железная дорога) einbrachte, konnte für den Standort eine Lösung gefunden werden: Man beschloss, für beide Bahnstrecken einen gemeinsamen Bahnhof nahe am Gartenring errichten zu lassen. Schließlich eröffnete am 14. Juni 1896 der neue Kursker Bahnhof, der ursprünglich aus einem Empfangsgebäude bestand, das bis heute für die Abfertigung der Züge der Nischni Nowgoroder Richtung genutzt wird.
Einer umfassenden Rekonstruktion wurde der Bahnhof in den 1930er-Jahren unterzogen. Nachdem einige Jahrzehnte später die Kapazitäten des alten Empfangsgebäudes nicht mehr dem Fahrgastaufkommen gerecht wurden, erhielt der Kursker Bahnhof 1972 eine neue Empfangshalle für Züge der Kursker Richtung. Dieser 15 Meter hohe Zweckbau, der mit seiner von Stahl- und Glaskonstruktionen geprägten Fassade zum Gartenring hingewandt ist, bestimmt bis heute das Bild des Bahnhofs. Er kann bis zu 11.000 Personen gleichzeitig beherbergen.

## Zugverkehr
Fernverbindungen im Personenverkehr vom Kursker Bahnhof bestehen gegenwärtig nach:
- Adler
- Belgorod
- Charkiw
- Dnipro
- Donezk
- Ischewsk
- Kertsch
- Kislowodsk
- Kursk
- Krywyj Rih (Kriwoi Rog)
- Lgow-Kijewski
- Mariupol
- Mykolajiw (Nikolajew)
- Nischni Nowgorod
- Nowy Urengoi
- Orjol
- Perm
- Poltawa
- Samara
- Sankt Petersburg
- Sewastopol
- Simferopol
- Tschern
- Tula
- Waluiki
- Wladimir
- Wolgograd

## Sonstiges
Die prominenteste Erwähnung des Kursker Bahnhofs in der Literatur ist die Anfangsszene des Buches Die Reise nach Petuschki (1970) von Wenedikt Jerofejew. Dort basiert die Handlung auf einer Fahrt mit der Vorortbahn nach Petuschki in der Nähe von Wladimir. Alle Haltepunkte der Strecke Moskau–Nischni Nowgorod bis Petuschki sind dort ebenfalls authentisch aufgezählt.